# Dorota Pospíšilová
Dorota Pospíšilová (ur. 13 lutego 1930 w Bratysławie) – słowacka inżynier, winiarz, Wyhodowała nowe odmiany winorośli.

## Życiorys
Studiowała w Vysokej škole poľnohospodárskeho a lesného inžinierstva (Wyższej Szkole Rolniczej i Leśnej) w Koszycach. Po ukończeniu studiów została skierowana do w bratysławskiej filii Instytutu Gleboznawstwa. Po roku (w 1953) przeniosła się do Instytutu Badań nad Winoroślą (Výskumného ústavu vinohradníckeho), który w 2016 roku został włączony do Instytutu Badań nad Żywością (Výskumného ústavu potravinárskeho). Opracowała najsłynniejsze słowackie odmiany winorośli takie jak: Alibernet, Dunaj, Frankovka Modra, Neronet (czerwone), Devín, Irsai Oliver, Müller-Thurgau, Muškát Moravský, Tramín červený, Veltlínske Zelené (białe). Najbardziej znane Dunaj i Devin powstały w 1958 roku, a zostały zarejestrowane w 1997 roku w Bratysławie. Nazwy nadała im na cześć rzeki Dunaj lub zamku Devín. Brała udział w opracowaniu 24 nowych odmian winorośli.

## Publikacje
- Odborný slovník vinohradnícko-vinársky: slovensko - česko - rusko - francúzsko - nemecko - maďarský 1964 (współpraca L. Žitňan i J. Huňák)[6]
- Ampelografia ČSSR 1981[7]
- Nové šľachtenie viniča na Slovensku, z Rastislavem ŠIimora MORA Lesný vinič : Vitis vinifera ssp. silvestris Gmel. a jeho výskyt na Slovensku 2019 (z Ondrejem Korpásem)[8]
- Ampelografia Slovenska 2005 (współpraca Daniel Sekera, Tibor Ruman)[9]
- Lesný vinič: Vitis vinifera ssp. silvestris Gmel. a jeho výskyt na Slovensku 2019 (współautor Rastislav Šimora)[10].

## Nagrody
- 1998 – Order Ľudovíta Štúra II. klasy za całokształt pracy naukowej[11]
- 2014 – Krištáľové krídlo[12]